# معرض البحرين الدولي للطيران
معرض البحرين الدولي للطيران (بالإنجليزية: Bahrain International Airshow)‏ تم تدشينه في عام 2010، شراكة بين شئون الطيران المدني ومنظمة المعرض شركة فارنبورو انترناشيونال ليمتد ولتي تتخذ من المملكة المتحدة مركزاً لها وهي . ويعتبر معرض البحرين الدولي للطيران معرضاً يعقد مرة كل سنتين ويستمر لمدة ثلاثة أيام وهو عبارة عن فعالية يتم تنظيمها بين الشركات والمؤسسات والتي تلبي احتياجات قطاع الطيران في منطقة الشرق الأوسط والخليج على وجه الخصوص.
وقد أظهرت تزايد فرص الأعمال في أسواق الطيران المدنية والدفاعية والتجارية في المنطقة الحاجة لتنظيم فعالية من نوع ممتاز بشكل استثنائي والتي يمكن من خلالها طرح الفرص الحصرية للاجتماعات بين الشخصيات الهامة والوفود من ذوي المستويات العليا من المستثمرين والموردين وذلك من خلال مكان على درجة ممتازة. وتتم دعوة المشاركين في معرض البحرين الدولي للطيران لعرض منتجاتهم وخدماتهم وتتم أيضاً إتاحة الفرصة لهم للمشاهدة والإطلاع على المرافق والفرص الممتازة المتوافرة لدى المستثمرين لإقامة أنشطة الأعمال في مملكة البحرين. وتشارك حوالي 100 طائرة عسكرية ومدنية في تنفيذ عروض يومية ثابتة وطيران والتي تشمل الطيران الليلي وعروض من التشكيلات المختلفة. وكان معرض البحرين الدولي للطيران الذي افتتح في عام 2010 عبارة عن نجاح منقطع النظير بحيث تم بيع جميع المساحة المخصصة للعرض. وحظي المعرض الثاني الذي أقيم في عام 2012 كذلك بقبول واسع حيث تم بيع 40 جناحاً بينما حضره 20,000 من الزوار التجاريين من 35 بلداً. وفي الوقت نفسه شاركت 84 طائرة في العروض الجوية. وشمل ذلك طائرات نايتس الروسية وفريق الفرزان للألعاب البهلوانية وعرضاً تم تنفيذه لأول مرة في البحرين من خلال تشكيل من الطائرات البحرينية لطائرات ايه 330 الخاصة بشركة طيران الخليج والتي كانت محاطة بأربع طائرات أف – 5 و أف – 16 التابعة لسلاح الجو الملكي البحريني.

## مواقع خارجية
- الموقع الرسمي للمعرض